# San Miguel megye (Salvador)
San Miguel Salvador egyik megyéje. Az ország keleti részén terül el. Székhelye San Miguel.

## Földrajz
Az ország keleti részén elterülő megye délnyugaton Usulután, nyugaton San Vicente és Cabañas megyékkel, északon Hondurasszal, keleten Morazán és La Unión megyékkel, délen pedig egy rövid szakaszon a Csendes-óceánnal határos.

## Népesség
Ahogy egész Salvadorban, a népesség növekedése San Miguel megyében is gyors. A változásokat szemlélteti az alábbi táblázat:
| Év   | Lakosság |
| ---- | -------- |
| 1971 | 320 602  |
| 1992 | 403 411  |
| 2007 | 434 003  |